# St. Theodor

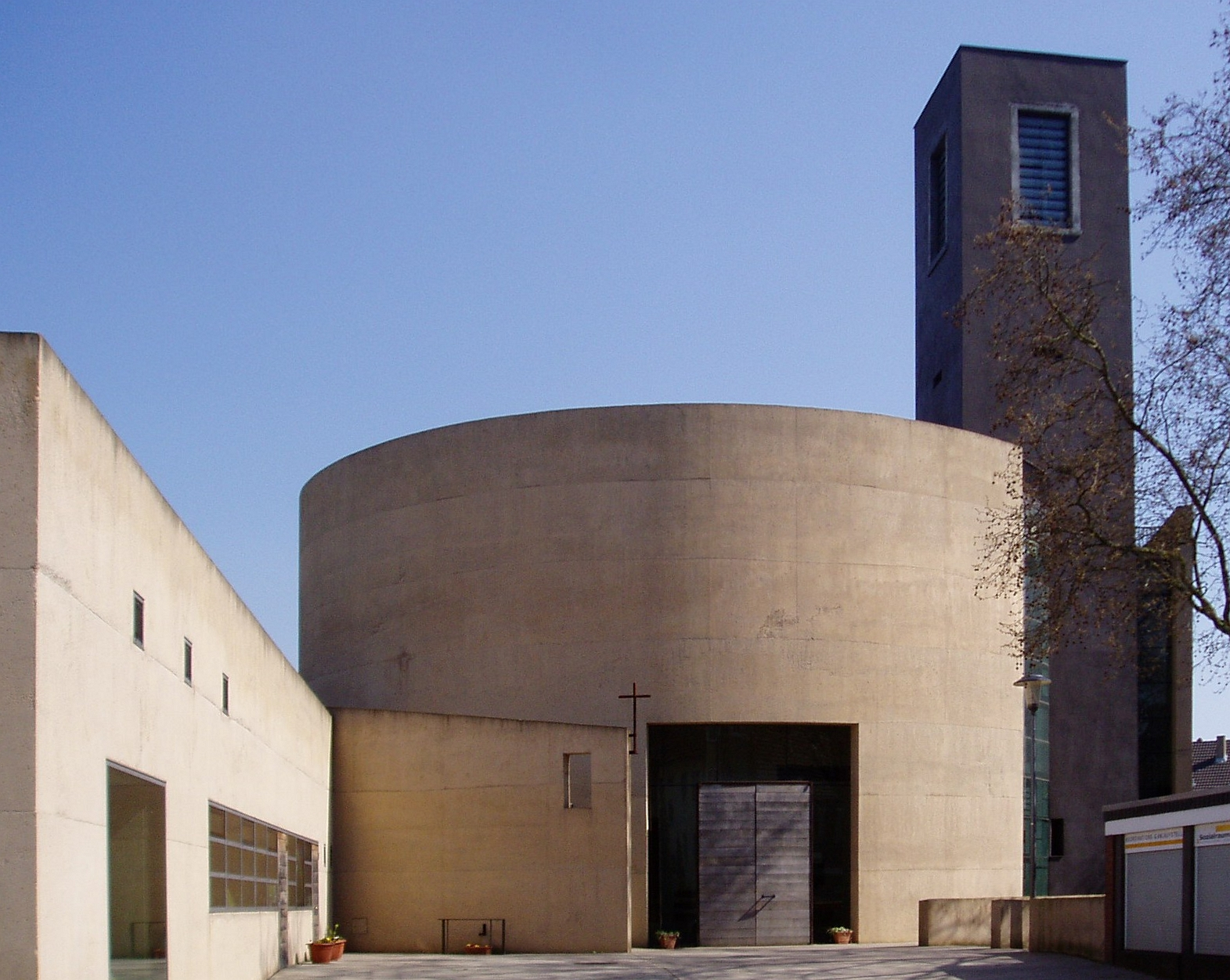
Außenansicht von St. Theodor (Foto: 2007)

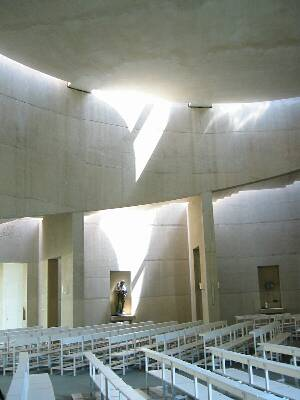
Innenraum von St. Theodor (Foto: 2003)

Die Kirche St. Theodor ist eine römisch-katholische Kirche in Köln-Vingst. Sie ist Pfarrkirche der Pfarrei St. Theodor und Elisabeth im Dekanat Köln-Deutz (Erzbistum Köln).

## Geschichte
Die erste Kirche von Vingst war St. Martin. Sie hatte 150 Sitz- und rund 350 Stehplätze und wurde am 12. November 1905 geweiht. Da diese Kirche zu klein für die Gemeinde geworden war, wurde 1937 der Grundstein für eine größere Kirche gelegt. Die Gemeinde zog nach der Weihe 1938 in das neue, nahe gelegene Kirchengebäude um, das Taufbecken von St. Martin wurde in der neuen Kirche aufgestellt. Die Kirche wurde auf Vorschlag des Pfarrers Theodor Baaken, der 10.000 Reichsmark für den Bau der Kirche zur Verfügung gestellt hatte, in St. Theodor umbenannt. 
Im Zweiten Weltkrieg wurde die Kirche in der Nacht vom 16. zum 17. Juni 1943 durch einen Angriff erstmals getroffen, weitere Angriffe im Juli und November des Jahres 1944 führten zur völligen Zerstörung. Bis 1949 wurde eine Notkirche als Provisorium benutzt und aus schlechtem Material eine neue Kirche errichtet. 
Beim Erdbeben am 13. April 1992 wurde die inzwischen marode Kirche so schwer beschädigt, dass sie bis auf den Turm, der auf eigenen Fundamenten ruht, abgerissen werden musste. In der Folge wurde von der Gemeinde ein anonymer Architektenwettbewerb für den Neubau ausgeschrieben, aus dem der Architekt Paul Böhm als Gewinner hervorging. Nach Böhms Plänen wurde ein moderner Rundbau aus ockerfarbenem Beton erbaut und der alte dunklere Kirchturm in den Neubau integriert.
Am 16. März 2002 weihte Erzbischof Joachim Kardinal Meisner den Kirchenbau.

## Architektonische Programmatik

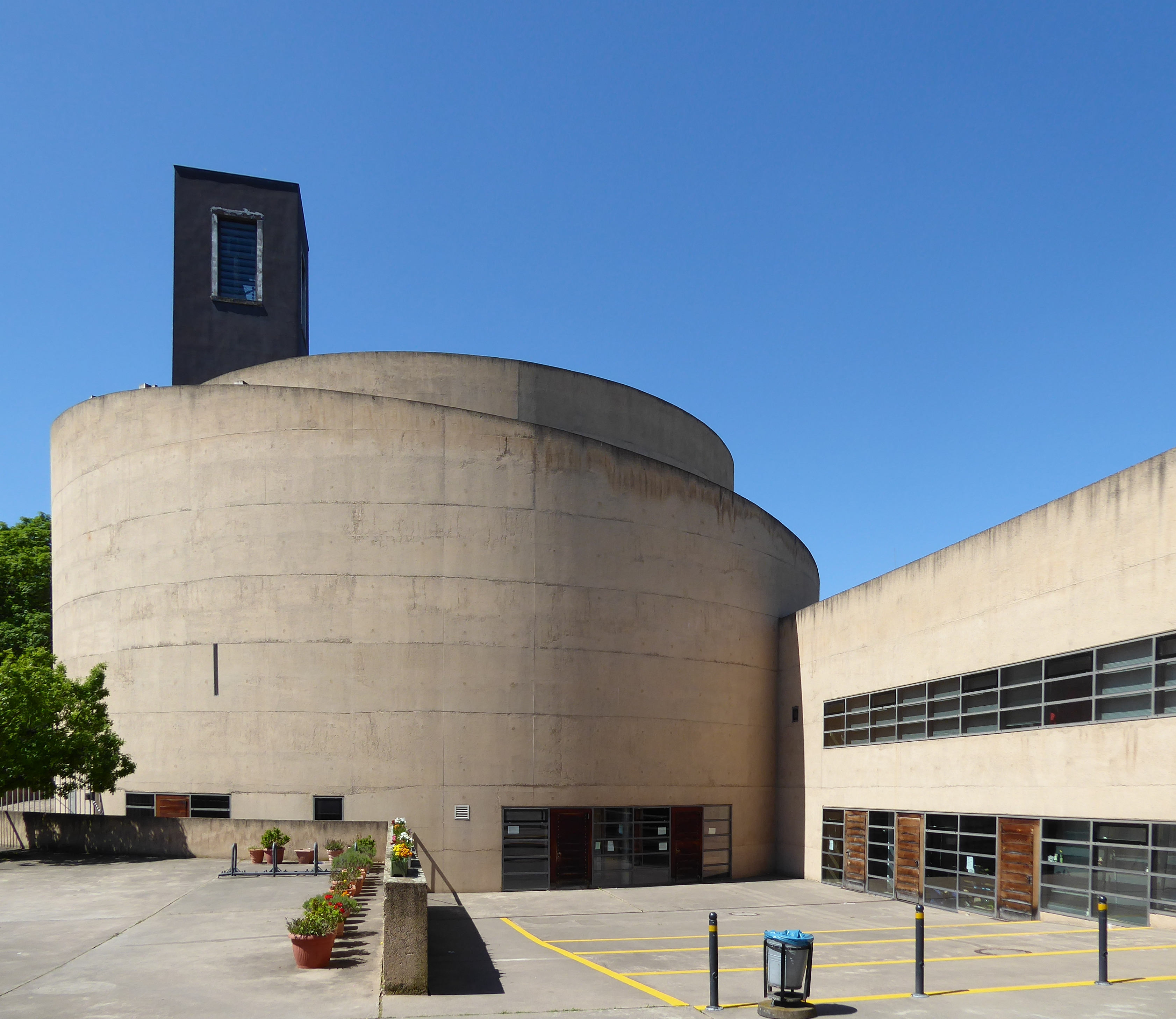
Eingangsbereich zum Sockelgeschoss der Kirche (Foto: 2020)

Beim Neubau der Kirche ab 1992 legte Pfarrer Franz Meurer Wert darauf, dass sie ein für soziale Zwecke nutzbares Sockelgeschoss erhielt, in dem sich eine Kleiderkammer, eine  Küche, Räume für Lebensmittelausgabe, Gemeindewerkstatt und Garage befinden. Darin kommen programmatisch die Grunddimensionen des kirchlichen Handelns zum Ausdruck: Gottesdienst, Dienst am Menschen, Verkündigung und Gemeinschaft. „Die Basis von allem ist die Barmherzigkeit. [...] Der Diakonie-Keller ist auch das Fundament für den ganzen Kirchbau.“ An den darüber liegenden runden eigentlichen Kirchenraum sind tangential und zum Kirchenraum hin offen ein Café und eine lange Galerie für Kunstausstellungen angegliedert: „Weltlicher und sakraler Raum stehen miteinander im Dialog, sind nicht vermischt, aber aufeinander bezogen und gehören zusammen. [...] In der Zuwendung zum anderen entstanden bereits Gemeinschaft und Gleichheit. Im Gottesdienst finden sie ihren besonderen Ausdruck.“ Über einen spiralförmigen Weg außen am Kirchbau, an dem die Stationen des Kreuzwegs (Entwurf: Matthias Heiermann) angeordnet sind, ist das begehbare Dach zu erreichen, das einen Blick über die Stadt gewährt: ein „Blick, der einerseits die Erinnerung an den Kreuzweg und damit andererseits die Menschen im Viertel nicht aus den Augen verliert“; Franz Meurer erkennt darin „die vierte Dimension kirchlichen Handelns [...]: den anderen von dem Zeugnis abzulegen, was einen selber trägt“.

## Orgel
Die Orgel wurde 2001/02 von dem Orgelbauer Siegfried Schulte (Kürten) erbaut, unter Wiederverwendung des Materials der Vorgängerorgel. Das Instrument hat 25 Register (ca. 1.700 Pfeifen) auf zwei Manualen und Pedal. Die Spiel- und Registertrakturen sind elektrisch.
| I Hauptwerk C–g3 |               |       |
| 1.               | Gedacktpommer | 16′   |
| 2.               | Prinzipal     | 8′    |
| 3.               | Großgedackt   | 8′    |
| 4.               | Salicional    | 8′    |
| 5.               | Oktave        | 4′    |
| 6.               | Rohrflöte     | 4′    |
| 7.               | Nasard        | 2 ⁄3′ |
| 8.               | Hohlflöte     | 2′    |
| 9.               | Mixtur IV–VI  |       |
| 10.              | Trompete      | 8′    |

| II Schwellwerk C–g3 |                |       |
| 11.                 | Gemshorn       | 8′    |
| 12.                 | Koppelflöte    | 8′    |
| 13.                 | Prinzipal      | 4′    |
| 14.                 | Zartflöte      | 4′    |
| 15.                 | Sesquialter II | 2 ⁄3′ |
| 16.                 | Oktave         | 2′    |
| 17.                 | Quint          | 1 ⁄3′ |
| 18.                 | Scharff IV     |       |
| 19.                 | Hautbois       | 8′    |
|                     | Tremulant      |       |

| Pedal C–g3 |                  |     |
|            | Pommer (= Nr. 1) | 16′ |
| 20.        | Subbass          | 16′ |
| 21.        | Prinzipalbass    | 8′  |
| 22.        | Gedacktbass      | 8′  |
| 23.        | Choralbass       | 4′  |
| 24.        | Hintersatz III   |     |
| 25.        | Posaune          | 16′ |

- Koppeln: II/I, I/P, II/P